# Eduardo Seoane
Eduardo Seoane Díaz (La Coruña, 25 de enero de 1948-22 de junio de 2022) fue un futbolista español que jugó de portero en Primera División con el Real Club Deportivo de La Coruña y la Unión Deportiva Salamanca.

## Carrera deportiva
Formado en la cantera del Real Club Deportivo de la Coruña, en 1966 debuta con el Fabril en Tercera División con sólo 18 años y descedería con el club en la temporada 1969/70. Luego iría a jugar con el Deportivo La Coruña en 1970. En esa temporada disputó ocho partidos y logró el ascenso a Primera División con su club.
En su siguiente temporada, en Primera División, jugó 34 partidos, siendo el titular indiscutible del Deportivo en esa temporada. En la siguiente temporada descendió su protagonismo tras jugar únicamente 9 partidos. En esa temporada el Dépor bajó a Segunda División.
En su vuelta a Segunda División disputó 10 partidos, teniendo de nuevo poco protagonismo en una temporada en la que su club encadenó un nuevo descenso, en esta ocasión a Tercera División. Seoane decidió quedarse en el Dépor y con él, logró el ascenso de nuevo a Segunda.
Fue el titular indiscutible en la que fue su última temporada en el Deportivo, con el que disputó 28 partidos. Su buen hacer con el Deportivo le hizo fichar por un club de Primera División: la Unión Deportiva Salamanca.
Con el Salamanca jugó sólo 3 partidos, por lo que la temporada siguiente fichó por el Real Oviedo de la Segunda División. En su primera temporada jugó 26 partidos. La nota negativa para él y para su equipo fue el descenso del Oviedo.

## Clubes
- Real Club Deportivo Fabril (1966-1970)
- Real Club Deportivo de La Coruña (1970-1976)
- Unión Deportiva Salamanca (1976-1977)
- Real Oviedo (1977-1979)
- Compostela (1979-1980)